# Keräntöjärvi, Norrbotten
Keräntöjärvi är en sjö i Pajala kommun i Norrbotten och ingår i Torneälvens huvudavrinningsområde. Sjön har en area på 1,01 kvadratkilometer och ligger 285,1 meter över havet. Keräntöjärvi ligger i Torne och Kalix älvsystem Natura 2000-område. Sjön avvattnas av vattendraget Kärentöjoki.

## Delavrinningsområde
Keräntöjärvi ingår i det delavrinningsområde (752270-180251) som SMHI kallar för Utloppet av Keräntöjärvi. Medelhöjden är 302 meter över havet och ytan är 12,82 kvadratkilometer. Räknas de 2 avrinningsområdena uppströms in blir den ackumulerade arean 18,01 kvadratkilometer. Kärentöjoki som avvattnar avrinningsområdet har biflödesordning 3, vilket innebär att vattnet flödar genom totalt 3 vattendrag innan det når havet efter 305 kilometer. Avrinningsområdet består mestadels av skog (66 procent) och sankmarker (16 procent). Avrinningsområdet har 1,02 kvadratkilometer vattenytor vilket ger det en sjöprocent på 7,9 procent.